# دوقية مازوفي
دوقية مازوفيا كانت دوقية في القرون الوسطى تشكلت عندما تم تجزئة مملكة بياستس البولندية في عام 1138. كانت تقع في منطقة مازوفي التاريخية في شمال شرق مملكة بولندا. أعيد دمج الدوقية في مملكة جاجيلو البولندية بحلول عام 1526.